# Ордос

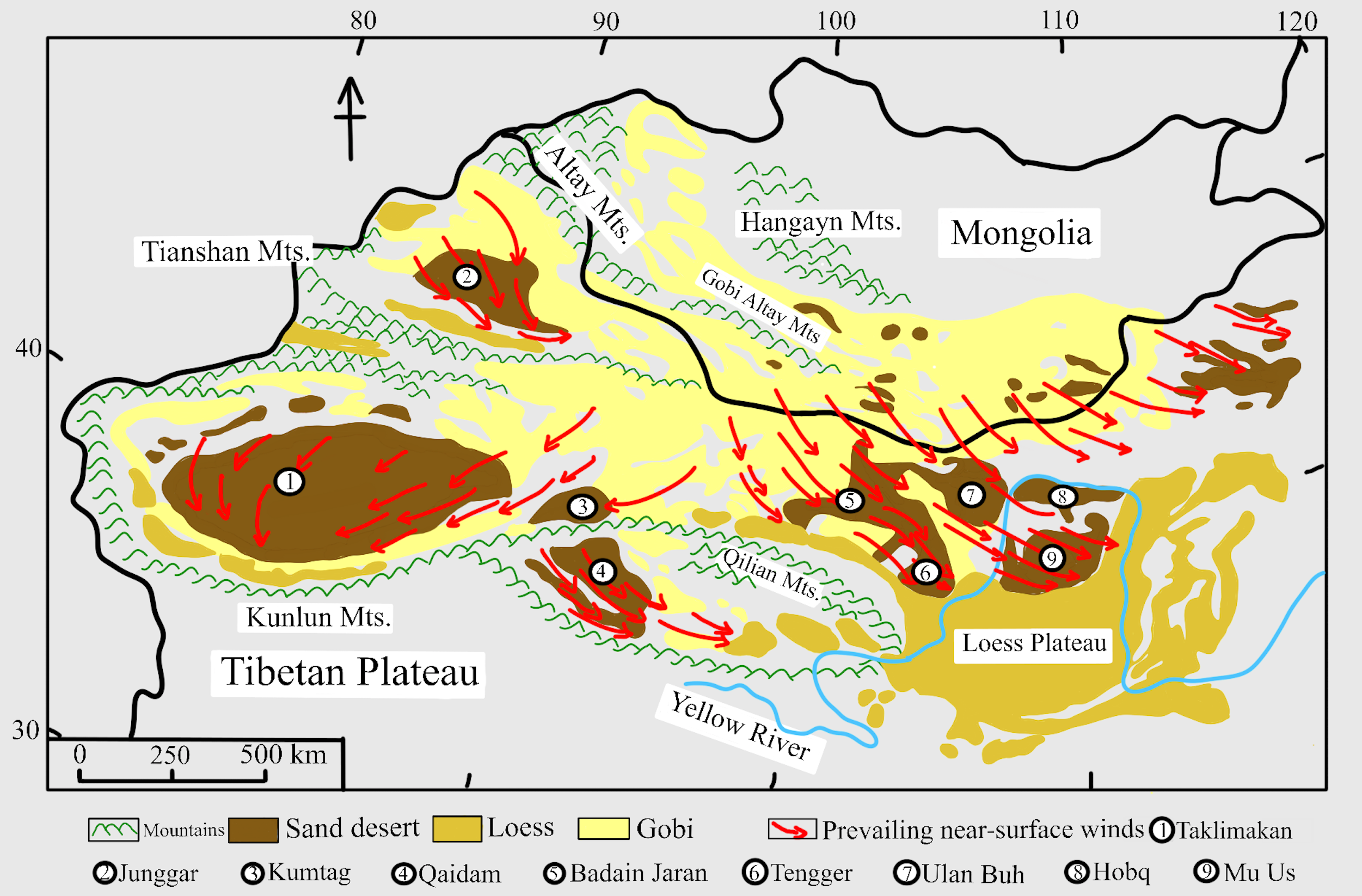
Пустелі сходу КНР

Ордос (кит.: 鄂尔多斯沙漠) — область пустель і степу в Центральній Азії, і лежить на плоскогір'ї на півдні автономної області Внутрішньої Монголії північної частини Китаю. Відповідно, назва одного з дванадцяти міських округів Внутрішньої Монголії та міста, яке становить його центр.
З півночі, заходу і сходу область Ордос оточує вигин річки Хуанхе (Ordos Loop). По південній межі проходить Великий китайський мур.
Ґрунт області Ордос — суміш глини та піску і, в результаті, непридатний для сільського господарства. Область займає площу приблизно 90 650 км².

## Розташування
Область Ордас майже цілком оточена великим північним вигином Хуанхе (Жовта Річка) на заході, півночі та на сході. Гірські масиви відокремлюють Ордос на півночі від пустелі Гобі та на сході від Хуанхе. Область складається з двох великих пустель: Хобг та Му-Ус.

## Клімат
У пустелі випадає менше 250 мм опадів на рік, переважно у вигляді літніх гроз. У регіоні багато солоних озер і пересихаючих струмків. Зими дуже холодні, з холодним вітром, що дме в регіоні з півночі й заходу, а січневі температури коливаються від -13 до -10 °C.

## Економіка
Лужність ґрунту дозволяє для деяких кочових монгольських пастухів тримати овець і кіз. Випаси кіз призвели до пошкодження луків в регіоні та призвели до опустелювання. Оази в області підтримуються малого масштабу господарствами. Область містить велике родовище соди, яка значною мірою добувається.